# Magnus Jamieson
Pour les articles homonymes, voir Jamieson.
Magnus Jamieson, né le 10 août 2006, est un coureur cycliste néo-zélandais. Il participe à des compétitions sur route et sur piste.

## Biographie
Magnus Jamieson commence à s'intéresser au cyclisme dès son plus jeune âge en suivant le Tour de Southland. Dans les catégories de jeunes, il se distingue sur piste en obtenant diverses médailles aux championnats d'Océanie et aux championnats de Nouvelle-Zélande. Il est également sélectionné en équipe nationale pour participer aux championnats du monde juniors de 2023 et 2024. 
En mars 2025, il parvient à devenir champion de Nouvelle-Zélande du scratch et de la course à l'élimination chez les élites, alors qu'il n'a pas encore dix-neuf ans. Il remporte aussi le titre de champion national dans la course à l'américaine, aux côtés de son compatriote Daniel Morton. 

## Palmarès sur piste

### Championnats d'Océanie
- Cambridge 2024
  -  Champion d'Océanie de poursuite par équipes juniors (avec Daniel Morton, Matthew Davidson et Hunter Dalton)[3]
  -  Champion d'Océanie de l'élimination juniors[4]
  -  Médaillé d'argent de la poursuite juniors[5]
  -  Médaillé d'argent de l'américaine juniors (avec Kane Foster)[6]
  -  Médaillé d'argent du scratch juniors[4]
- Brisbane 2025
  -  Médaillé de bronze de la poursuite par équipes

### Championnats nationaux
- Invercargill 2023[7]
  -  Champion de Nouvelle-Zélande de vitesse par équipes juniors (avec Jesse Willis et Marshall Erwood)
  - 2e du championnat de Nouvelle-Zélande de poursuite juniors
  - 2e du championnat de Nouvelle-Zélande du kilomètre juniors
  - 2e du championnat de Nouvelle-Zélande de poursuite par équipes
- Cambridge 2024[8]
  -  Champion de Nouvelle-Zélande de l'élimination juniors
  - 2e du championnat de Nouvelle-Zélande du kilomètre juniors
  - 2e du championnat de Nouvelle-Zélande de l'américaine
  - 3e du championnat de Nouvelle-Zélande de poursuite juniors
  - 3e du championnat de Nouvelle-Zélande de l'omnium juniors
- Invercargill 2025[9]
  -  Champion de Nouvelle-Zélande de l'américaine (avec Daniel Morton)
  -  Champion de Nouvelle-Zélande du scratch
  -  Champion de Nouvelle-Zélande de l'élimination
  - 3e du championnat de Nouvelle-Zélande du kilomètre

## Palmarès sur route
- 2023
  - Gore to Invercargill Classic[10]